# Akiko Miyazaki
Akiko Miyazaki es una deportista japonesa que compitió en natación sincronizada. Ganó una medalla de plata en el Campeonato Mundial de Natación de 1998, en la prueba de equipo.

## Palmarés internacional
| Campeonato Mundial | Campeonato Mundial | Campeonato Mundial | Campeonato Mundial |
| Año                | Lugar              | Medalla            | Prueba             |
| ------------------ | ------------------ | ------------------ | ------------------ |
| 1998               | Perth (Australia)  | Medalla de plata   | Equipo             |